# Übelriechende Schwertlilie
Die Übelriechende Schwertlilie (Iris foetidissima) – auch Stinkende Iris und Koralleniris genannt – ist eine Pflanzenart in der Familie der Schwertliliengewächse (Iridaceae). Sie kommt ursprünglich von Westeuropa bis in den westlichen und zentralen Mittelmeerraum und auf den Azoren vor und wird gelegentlich als Zierpflanze angebaut.

## Beschreibung

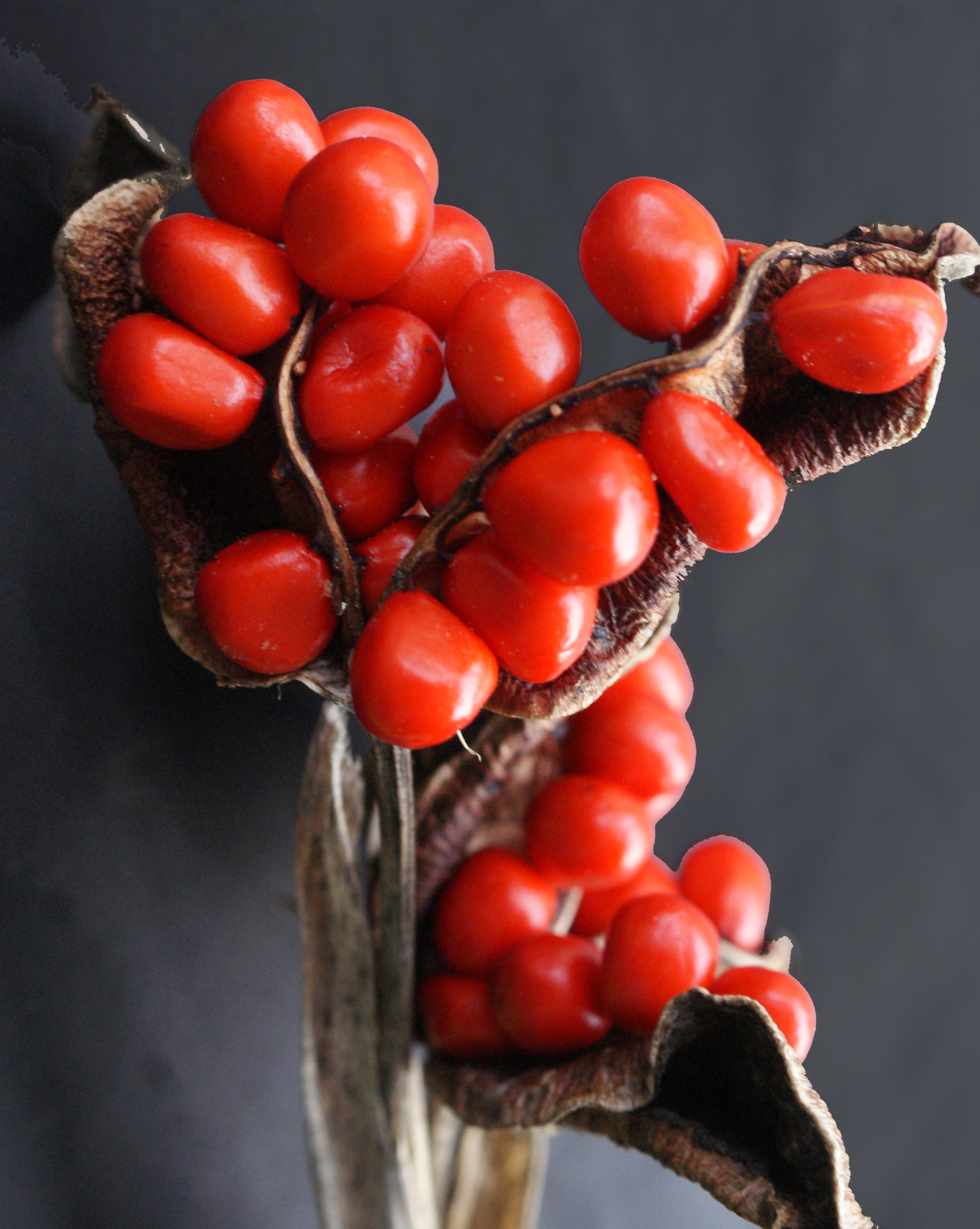
Fruchtstand

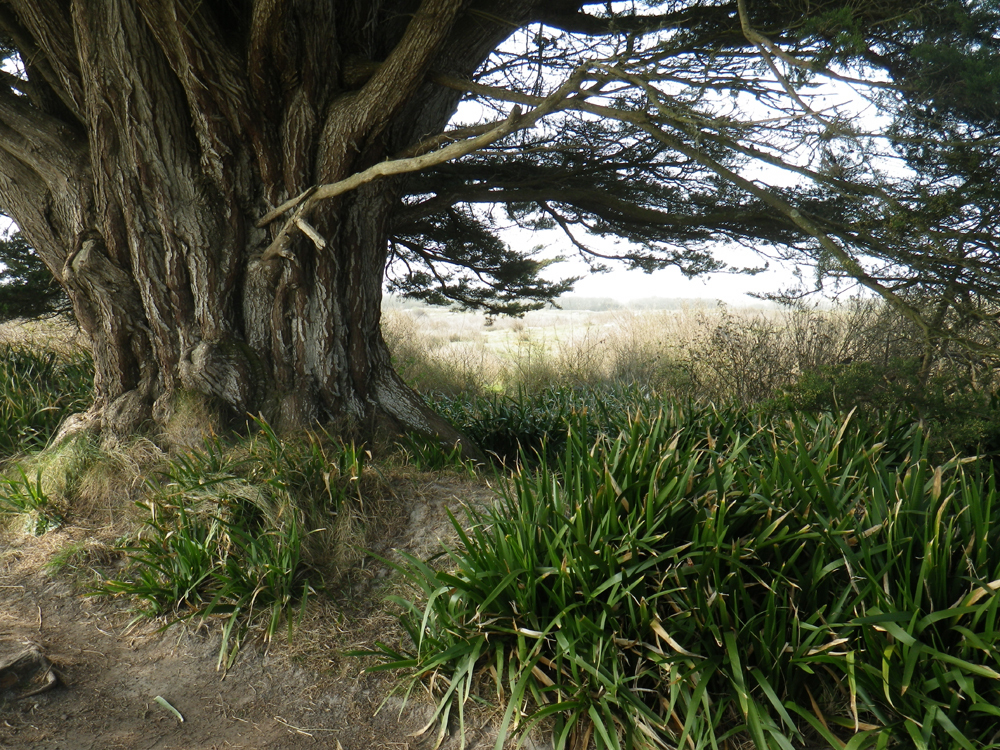
Habitat unter Bäumen

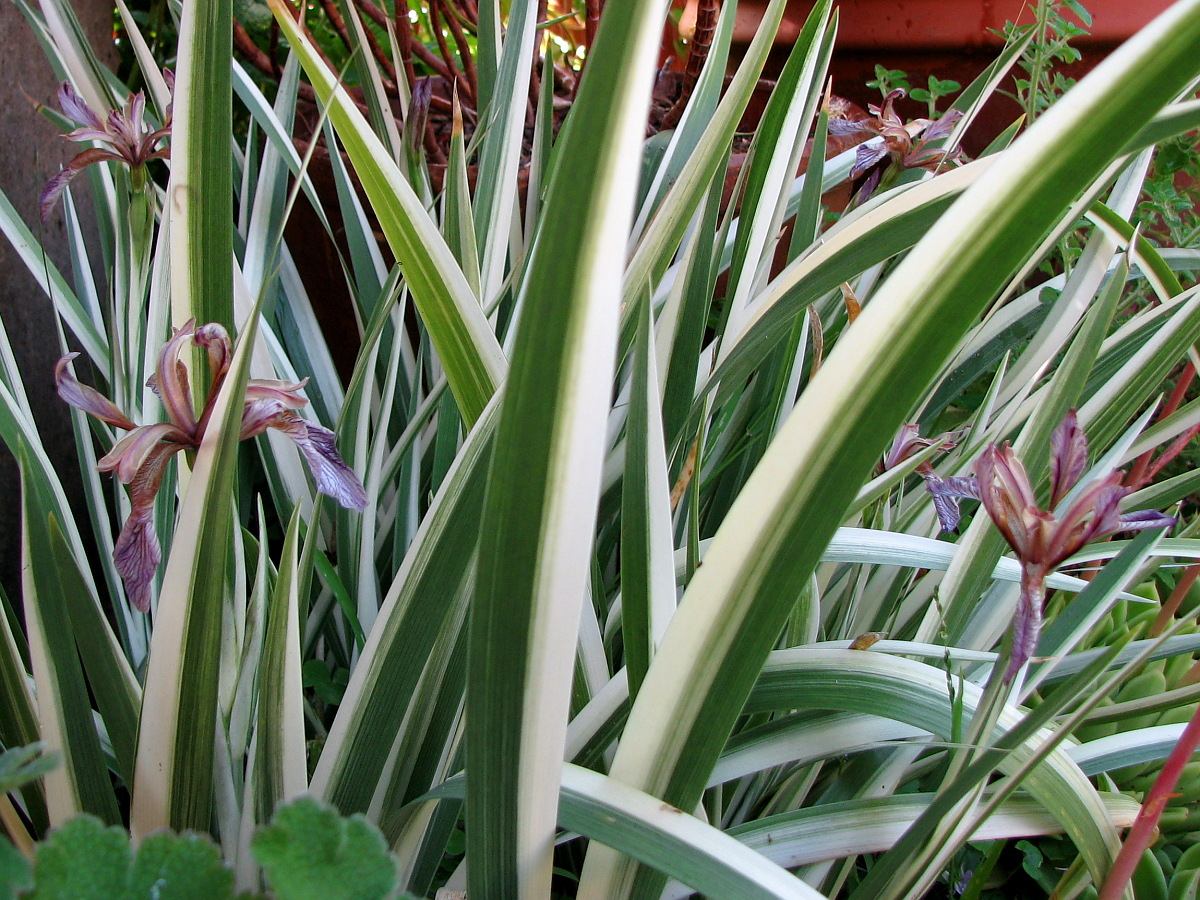
Iris foetidissima ‚Variegata‘

### Vegetative Merkmale
Die Übelriechende Schwertlilie wächst als ausdauernde, in wintermilden Lagen immergrüne, krautige Pflanze, die Wuchshöhen von 30 bis 90 Zentimeter erreicht. Sie bildet ein kriechendes, meist kurzes, horstbildendes Rhizom als Überdauerungsorgan. Die dunkelgrünen, flachen oder seitlich zusammengedrückten, linealischen Laubblätter sind 30 bis 70 Zentimeter lang und 1 bis 2,5 Zentimeter breit. Die Stängel sind etwas zusammengedrückt, mit einer längsverlaufenden Leiste, mit 3 bis 4 Laubblättern und 1 bis 5 Blüten, die meist von einigen Laubblättern überragt werden. Die Laubblätter sind am Grund einander aufsitzend (reitend) und verströmen beim Zerreiben einen unangenehmen Fleischgeruch.

### Generative Merkmale
Die Übelriechende Schwertlilie blüht im Juni. Die zwittrigen, zygomorphen, dreizähligen Blüten haben einen Durchmesser von 5 bis 7 Zentimeter. Sie umfassen sechs Blütenhüllblätter, wie sie für die Gattung der Schwertlilien typisch sind. Die drei äußeren, 3 bis 5 Zentimeter langen, länglich-eiförmig bis verkehrt-lanzettlichen Hängeblätter sind gelblich oder schmutziglila und violett geadert. Sie tragen keinen Kamm und sind bartlos. Die drei inneren, 2 bis 4 Zentimeter langen, aufrechten Domblätter sind bräunlich und lila überlaufen. Über jedem Hängeblatt steht ein ebenfalls wie ein Kronblatt geformter, gelblicher Narbenast. Der glockige Blütenbecher ist 2 bis 5 Millimeter lang. Der Fruchtknoten hat 6 geflügelte Längsleisten und reift im Spätsommer zu einer zylindrischen, dreikammerigen, 4 bis 7 Zentimeter langen Kapselfrucht mit kugeligen, organgeroten Samen, die mehrere Monate fest in den geöffneten Fächern der Kapsel sitzen.

### Chromosomensatz
Die Chromosomenzahl beträgt 2n = 40.

## Vorkommen
Die Übelriechende Schwertlilie ist ursprünglich auf den Azoren, in Nordwestafrika (Marokko, Algerien, Tunesien), im westlichen und zentralen Mittelmeerraum (Portugal, Spanien, Balearen, Korsika, Sardinien, Sizilien, Italien) und in Westeuropa (Frankreich, Großbritannien) beheimatet. In Kalifornien, Irland, dem westlichen Balkan, der Schweiz und der Türkei sowie auf Madeira, Tasmanien, den Kanarischen Inseln und der Nordinsel Neuseelands gilt sie als neophytisch eingebürgert. In der Schweiz gibt es starke Populationen insbesondere im Tessin und rund um den Genfer See.
Die Pflanze besiedelt am Naturstandort offene, wärmebegünstigte Ränder von Trockenwäldern und Gebüschen an sonnigen bis schattigen Plätzen, meist auf kalkhaltigen, humusarmen, aber relativ feinerdereichen Mineralböden. Sie wächst auch in Meeresnähe und auf Meeresklippen.

## Systematik
Der botanische Artname Iris foetidissima wurde 1753 von Carl von Linné in Species Plantarum, 1, 39 erstveröffentlicht. Der artspezifische Namensteil foetidissima bedeutet „äußerst übelriechend“.

## Verwendung
Die bereits im Mittelalter als Heilpflanze und lateinisch als Spatula f(o)etida bekannte Übelriechende Schwertlilie ist seit spätestens 1561 in Kultur und wird gelegentlich als Zierpflanze für trocken-warme Staudensäume, lichte Gehölzränder und absonnige Plätze in Steinanlagen genutzt. Wegen ihres mitunter dichten, rasenartigen Wuchses eignet sich die Pflanze auch als Bodendecker im lichten Schatten unter Bäumen. Allerdings sind die Blüten eher unscheinbar und haben kaum Fernwirkung, da sie zwischen den Laubblättern platziert sind. Die Laubstruktur macht zudem meist einen ungeordneten Eindruck, da die Blätter weniger steif sind als bei den meisten anderen Schwertlilien und im oberen Drittel oft schlaff überhängen. Zudem sterben die Laubblätter des Vorjahres im Herbst ab. Als attraktivstes Zierelement gilt der leuchtend orangerote, haltbare Samenstand, der auch für die Trockenbinderei wertvoll ist.
Die Übelriechende Schwertlilie bevorzugt einen etwas feuchten, sonnigen bis halbschattigen Standort, gedeiht aber auch an trockenen, schattigen Gartenplätzen. Der Wurzelstock ist winterhart bis −18 °C (Zone 7). Die immergrünen Blätter sind zwar nicht sehr widerstandsfähig gegen Frost, wachsen aber im Frühjahr schnell wieder nach. Die Pflanze kann im Frühjahr geteilt oder durch Samen vermehrt werden. Es gibt einige natürliche Varietäten und Sorten, beispielsweise Iris foetidissima var. citrina (blassgelbe und braune Blüten mit reicher Fruchtbildung), Iris foetidissima var. lutescens (dottergelbe Blüten), ‚Fructo Albo‘ (weiße Fruchtschalen) und ‚Variegata‘ (weiß und grau gestreifte Blätter, blüht und fruchtet seltener).
Alle Pflanzenteile sind giftig. Eine Abkochung der getrockneten, zerstoßenen Wurzeln wurde früher medizinisch bei nervösen Beschwerden, zur Linderung von Schmerzen und Krämpfen sowie bei Ringelflechte eingesetzt.